# Audace Football Club 1911 1945-1946
Questa voce raccoglie le informazioni riguardanti l'Audace Football Club 1911 nelle competizioni ufficiali della stagione 1945-1946.

## Rosa
Fonti cartacee
| N. |                           | Ruolo | Calciatore          |
| -- | ------------------------- | ----- | ------------------- |
|    | Italia (bandiera)         | P     | Bellotto            |
|    | Italia (bandiera)         | D     | Mario Salvati       |
|    | Italia (bandiera)         | D     | Salvatore Tomaselli |
|    | Italia (bandiera)         | C     | Raffaele Cuscela    |
|    | Italia (bandiera)         | C     | Antonio De Vitis    |
|    | Italia (bandiera)         | C     | Pietro Vinci        |
|    | Italia (bandiera)         | A     | Francesco Albano    |
|    | Italia (bandiera)         | A     | Luigi Molinari      |
|    | Italia (bandiera)         | A     | Antonio Simonetti   |
|    | Italia (bandiera)         | ?     | Bertucco            |
|    | non conosciuta (bandiera) | ?     | Cresech             |

| N. |                   | Ruolo | Calciatore |
| -- | ----------------- | ----- | ---------- |
|    | Italia (bandiera) | ?     | Farina     |
|    | Italia (bandiera) | ?     | Gentile    |
|    | Italia (bandiera) | ?     | Gilli      |
|    | Italia (bandiera) | ?     | Meledandri |
|    | Italia (bandiera) | ?     | Morea      |
|    | Italia (bandiera) | ?     | Pagliano   |
|    | Italia (bandiera) | ?     | Perrucci   |
|    | Italia (bandiera) | ?     | Portacci   |
|    | Italia (bandiera) | ?     | Surra      |
|    | Italia (bandiera) | ?     | Talamo     |
|    | Italia (bandiera) | ?     | Torri      |

## Statistiche

### Statistiche di squadra
| Competizione | Punti | In casa | In casa | In casa | In casa | In casa | In casa | In trasferta | In trasferta | In trasferta | In trasferta | In trasferta | In trasferta | Totale | Totale | Totale | Totale | Totale | Totale | D.R. |
| Competizione | Punti | G       | V       | N       | P       | Gf      | Gs      | G            | V            | N            | P            | Gf           | Gs           | G      | V      | N      | P      | Gf     | Gs     | D.R. |
| ------------ | ----- | ------- | ------- | ------- | ------- | ------- | ------- | ------------ | ------------ | ------------ | ------------ | ------------ | ------------ | ------ | ------ | ------ | ------ | ------ | ------ | ---- |
| Campionato   | 32    | 12      | 8       | 2       | 2       | 35      | 7       | 12           | 6            | 2            | 4            | 15           | 10           | 24     | 14     | 4      | 6      | 50     | 17     | +33  |

### Statistiche dei giocatori
| Giocatore    | Campionato | Campionato |
| Giocatore    | Pres       | Gol        |
| ------------ | ---------- | ---------- |
| F. Albano    | 2          | 3          |
| Bellotto     | 11         | -10        |
| Bellucco     | 1          | 0          |
| Cresech      | 1          | 0          |
| R. Cuscela   | 10         | 1          |
| A. De Vitis  | 5          | 0          |
| Farina       | 11         | 6          |
| Gentile      | 1          | 0          |
| Gilli        | 2          | 1          |
| Meledandri   | 1          | 1          |
| L. Molinari  | 10         | 15         |
| Morea        | 3          | 2          |
| Pagliano     | 10         | 1          |
| Perrucci     | 3          | 0          |
| Portacci     | 2          | 0          |
| M. Salvati   | 11         | 0          |
| A. Simonetti | 7          | 3          |
| Surra        | 7          | 0          |
| Talamo       | 9          | 6          |
| S. Tomaselli | 8          | 0          |
| Torri        | 5          | 1          |
| P. Vinci     | 4          | 0          |

La squadra beneficiò di un'autorete a favore e una vittoria (2-0) a tavolino.